# Partenza
Partenza es el primer miniálbum de Buono!, fue lanzado el 10 de agosto del 2011, A diferencia de sus discos anteriores este fue lanzado bajo el sello de Zetima. Este miniálbum debutó en la posición #12 en la lista semanal de Oricon, siendo este el primer álbum del grupo en quedar fuera del Top20 en su primera semana.   

## Canciones

### CD
1. "partenza~Let's Go!!!~" (partenza～レッツゴー!!!～?)
2. "Zassou no Uta" (雑草のうた?)
3. "FrankincenseΨ" (フランキンセンスΨ?)
4. "My Alright Sky"
5. "Natsu DAKARA" (夏ダカラ！?)
6. "Kia・Ora・Gracias・Arigato" (キアオラ・グラシャス・ありがと?)
7. "JUICY HE@RT"
8. "1/3 no Junjou na Kanjou" (1/3の純情な感情?)